# ウィリー・ホワイト
ウィリー・ホワイト (Willye White、1939年12月31日 - 2007年2月6日)は、アメリカ合衆国の女子陸上競技選手。走幅跳と100mを中心に活躍した選手であり、1956年メルボルンオリンピックから1972年ミュンヘンオリンピックまで5大会連続してオリンピックに出場。メルボルンでは走幅跳で銀メダル。東京では4×400メートルリレーの一員として銀メダルを獲得した。

## 主な実績
| 年   | 大会                   | 場所                         | 種目   | 結果 | 記録 |
| ---- | ---------------------- | ---------------------------- | ------ | ---- | ---- |
| 1956 | オリンピック           | メルボルン（オーストラリア） | 走幅跳 | 2位  | 6m09 |
| 1959 | パンアメリカンゲームズ | シカゴ（アメリカ合衆国）     | 走幅跳 | 3位  | 5m70 |
| 1963 | パンアメリカンゲームズ | サンパウロ（ブラジル）       | 走幅跳 | 1位  | 6m15 |
| 1967 | パンアメリカンゲームズ | ウィニペグ（カナダ）         | 走幅跳 | 3位  | 6m17 |